# Valley (Anglesey)

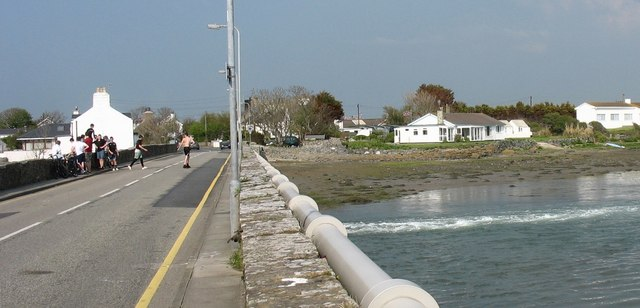
Vista del puente "Four Mile Bridge", en Valley.

Valley es un pueblo en Anglesey, Gales del Norte.

## Toponimia
Su nombre galés es o bien Dyffryn o bien Y Fali. Investigaciones recientes, movidas por la oposición local al nombramiento como Y Fali, reveló que Valley podría ser una corrupción del irlandés Bally (asentamiento), o Baile tal y como se deletrea en irlandés. No parece haber un conocido verdadero nombre en galés para el pueblo, puesto que ha habido una vuelta a Valley al final. No hay ningún valle actual dado que el área es muy llana (en inglés, "Valley" significa "Valle"). También podría ser que el nombre original fuera Faelwy.

## Otros datos
El valle RAF es una estación cercana de la Royal Air Force que se encarga del entrenamiento de veloces pilotos de jet.
La estación ferroviaria de Valley está an la Línea de Costa de Gales del Norte.